# Phymatopteris oxyloba
Phymatopteris oxyloba là một loài thực vật có mạch trong họ Polypodiaceae. Loài này được (Wall. ex Kunze) Pic. Serm. miêu tả khoa học đầu tiên năm 1973.